# Cadre-47/2-Weltmeisterschaft 1974

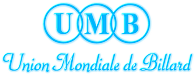
Logo UMB (ausrichtender Verband)

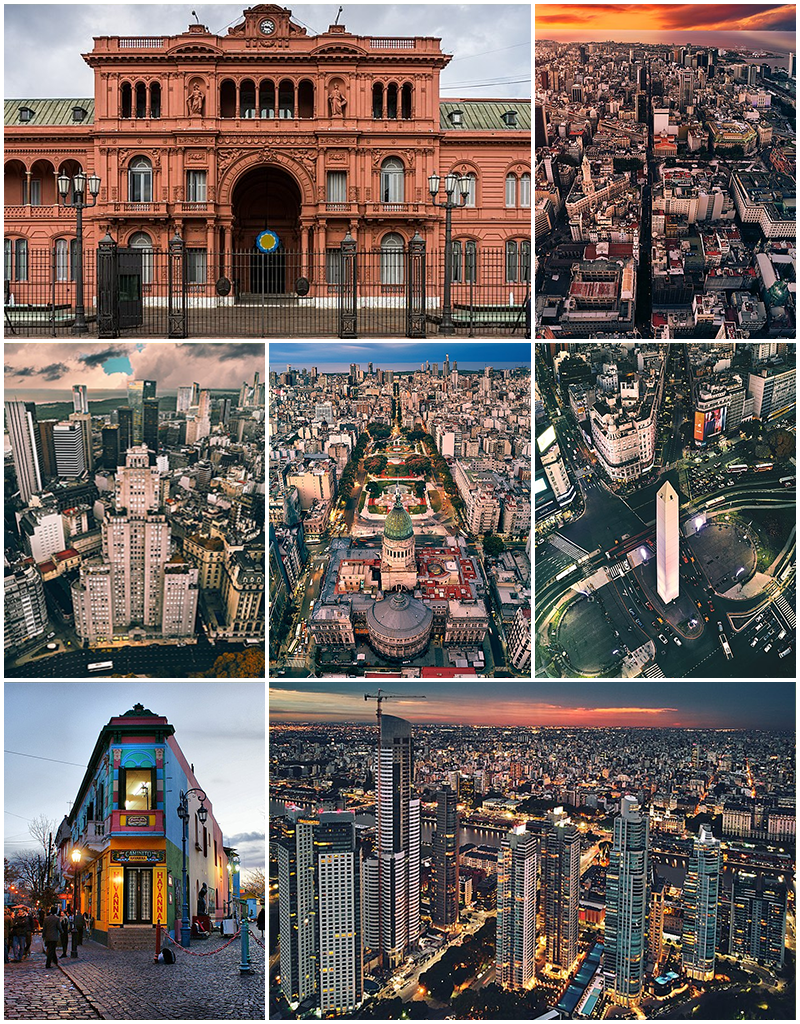
Veranstaltungsort: Buenos Aires

Die Cadre-47/2-Weltmeisterschaft 1974 war die 41. Weltmeisterschaft, die bis 1947 im Cadre 45/2 und ab 1948 im Cadre 47/2 ausgetragen wurde. Das Turnier fand vom 5. bis zum 10. August 1974 in Buenos Aires statt. Es war die zweite Cadre 47/2 Weltmeisterschaft in Argentinien.

## Geschichte
Bei einer Weltmeisterschaft bei der nicht alles ganz geordnet ablief konnte der Niederländer Hans Vultink seinen Titel verteidigen. Fast wäre es aber noch knapp geworden. In der Partie gegen Osvaldo Berardi erzielte Vultink die nötigen 69 Punkte zum Unentschieden erst im Nachstoß. Berardi verlor dann aber noch gegen seinen Landsmann Girves. Warum nur sieben Teilnehmer am Start waren, davon drei Argentinier, war leider nicht zu ermitteln. Hinter Vultink platzierten sich gleich die drei Spieler des ausrichteten Verbandes. Der in der Endtabelle Dritte Manuel Girves egalisierte mit 400,00 den Weltrekord im besten Einzeldurchschnitt (BED). Für den Deutschen Teilnehmer, Günter Siebert, lief das Turnier enttäuschend. Nachdem er bei der Europameisterschaft im spanischen Elda mehrere Weltmeister hinter sich gelassen hatte und sensationell Europameister wurde, fand er in Buenos Aires im ganzen Turnier nicht zu seiner Normalform und wurde lediglich Fünfter.

## Turniermodus
Es wurde im Round Robin System bis 400 Punkte gespielt. Bei MP-Gleichstand wird in folgender Reihenfolge gewertet:
1. MP = Matchpunkte
2. GD = Generaldurchschnitt
3. HS = Höchstserie

## Abschlusstabelle
| MP    | Match Points (Sieger = 2; Unentschieden = 1; Verlierer = 0) |
| Pkte. | Erzielte Karambolagen                                       |
| Aufn. | Benötigte Versuche                                          |
| GD    | Generaldurchschnitt                                         |
| BED   | Bester Einzeldurchschnitt eines Spielers                    |
| HS    | Höchstserie                                                 |
|       | Bester GD des Turniers                                      |
|       | Bester ED des Turniers                                      |
|       | Beste HS des Turniers                                       |
|       | 1. Platz (Gold)                                             |
|       | 2. Platz (Silber)                                           |
|       | 3. Platz (Bronze)                                           |

| Platz                      | Name                | MP   | Pkte. | Aufn. | GD    | BED    | HS  |
| -------------------------- | ------------------- | ---- | ----- | ----- | ----- | ------ | --- |
| 1                          | Hans Vultink        | 11:1 | 2400  | 43    | 55,81 | 200,00 | 323 |
| 2                          | Osvaldo Berardi     | 9:3  | 2304  | 46    | 51,42 | 100,00 | 280 |
| 3                          | Manuel Girves       | 8:4  | 2150  | 60    | 35,83 | 400,00 | 400 |
| 4                          | Emilio Yazbek       | 6:6  | 1914  | 61    | 31,37 | 133,33 | 194 |
| 5                          | Günter Siebert      | 6:6  | 1783  | 69    | 25,84 | 33,33  | 194 |
| 6                          | Mario Criales       | 2:10 | 743   | 95    | 7,82  | 8,00   | 62  |
| 7                          | Tawfik Abd el Salam | 0:12 | 702   | 97    | 7,23  | –      | 53  |
| Turnierdurchschnitt: 25,54 |                     |      |       |       |       |        |     |